# Mykola Simkaylo
Mykola Simkaylo (auch Mykola Simkajlo; ukrainisch Микола Сімкайло; * 21. November 1952 in Karaganda, Kasachstan; † 21. Mai 2013 in Kolomyja) war ein Bischof der Ukrainischen Griechisch-Katholischen Kirche und Leiter der Eparchie Kolomyia-Tscherniwzi in der Ukraine.

## Leben
Die Eltern Mykola Simkaylos,  Michail und Anne Simkaylo, lebten zum Zeitpunkt seiner Geburt als Exilukrainer in der Stadt Karaganda. 1963 kehrte die Familie in ihr Heimatland Ukraine zurück. Von 1963 bis 1967 besuchte der junge Mykola die Grundschule. Danach war er bis 1969 an einer weiterführenden Schule und begann dann mit einem Ingenieursstudium an der Technischen Schule Nummer 1 in Iwano-Frankiwsk.
Die Familie stand im engen Kontakt mit dem ersten Bischof Pavlo Wasylyk von Kolomyia-Tscherniwzi und erlebte in der Ukraine die Untergrundkirche. Nach dem Ableisten des Wehrdienstes  begann Mykola Simkaylo, in einem geheimen Priesterseminar, mit dem Studium der Theologie. Am 15. Mai 1974 weihte ihn Pavlo Wasylyk zum Priester. Als junger Priester arbeitete er seelsorgerisch in der ukrainischen Kirche und war als Untergrundpriester in Iwano-Frankiwsk, Ternopil und Lemberg tätig. 
Zwischen 1987 und 1990 wurde Mykola Simkaylo durch das öffentliche Eintreten zur Legalisierung der Griechisch-Katholischen Kirche in der Ukraine bekannt. Er war, zusammen mit Wolodymyr Wijtyschyn, Delegationsmitglied in Moskau und beteiligte sich vom 19. Mai bis 24. November 1989 an einem Hungerstreik. Für die Teilnahme an der öffentlichen Messfeier am 1. Oktober 1989 in Iwano-Frankiwsk wurde er für 15 Tage inhaftiert. Am 28. Januar 1990 gehörte er zum Exekutivkomitee der ukrainischen Bischöfe und leitete die offizielle Schlüsselübergabe für den Bischofssitz. 1990 übernahm er die Leitung der Caritas in der Ukraine. Zwischen 1991 und 1995 erweiterte er sein Theologiestudium.
Im Oktober 2004 wählte ihn die ukrainische Synode zum Bischof von Kolomyia-Tscherniwzi. Am 2. Juni 2005 erhielt er die päpstliche Ernennung zum Bischof von Kolomyia-Tscherniwzi und wurde am 12. Juli 2005 in Iwano-Frankiwsk zum Bischof geweiht. Die Konsekration leitete Ljubomyr Kardinal Husar, als Mitkonsekratoren assistierten die Erzbischöfe Jan Martyniak und Wolodymyr Wijtyschyn sowie Bischof Sofron Stefan Mudry OSBM. Die feierliche Amtsübernahme in Kolomyia-Tscherniwzi erfolgte am 13. Juli 2005. Bischof Mykola Simkylo war Mitkonsekrator bei Taras Senkiw OM zum Titularbischof von Siccenna (Weihbischof in Stryj).
Bischof Mikolay Simkaylo starb am 21. Mai 2013 in einem Krankenhaus in Kolomyia an Herzversagen.